# کیهان هاشم‌نیا
کیهان هاشم‌نیا (زاده ۱۳۳۹ آستارا) سیاستمدار ایرانی است که از شهریور ۱۳۹۱ تا خرداد ۱۳۹۲ استاندار گیلان بود. او در اوایل دهه شصت در سپاه پاسداران کار خود را شروع کرده و قائم مقام سپاه پاسداران بوده است،که بر اثر سهل‌انگاری همکاران در محل خدمت خود بر اثر اصابت گلوله، دچار مجروحیت شد.
او از اردیبهشت ۱۳۸۷ تا خرداد ۱۳۹۰ معاون برنامه‌ریزی استانداری گیلان و پیش از آن دارای مسئولیت‌هایی چون معاون برنامه‌ریزی، معاون فرهنگی و سرپرست دفتر تشکیلات و روش‌ها در بنیاد مستضعفان و جانبازان کشور، ۱۳ سال مدیرکل بنیاد مستضعفان و جانبازان و بنیاد شهید و امور ایثارگران گیلان و معاون آموزشی و پژوهشی دانشگاه آزاد اسلامی واحد آستارا بود. وی در تاریخ پنجم شهریور ماه ۱۳۹۱ به سمت استاندار گیلان منصوب و جایگزین مهدی سعادتی گردید.